# Adolf Werneburg

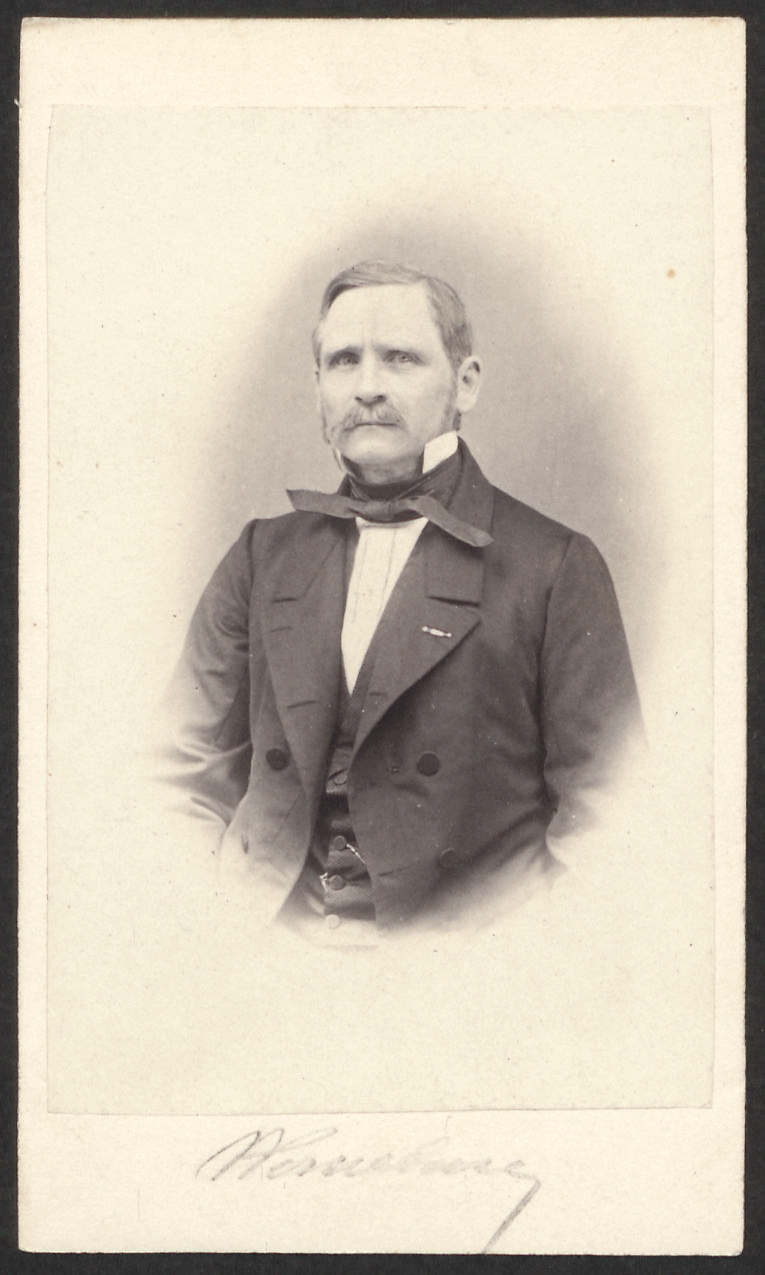
Adolf Werneburg

Johann Wilhelm Adolf Werneburg (* 2. August 1813 in Heiligenstadt; † 21. Januar 1886 in Erfurt) war ein deutscher Namen- und Heimatforscher sowie Forstmann. Er wirkte als Oberforstmeister in Heiligenstadt und Erfurt.

## Leben
Adolf war der Sohn des preußischen Geheimen Oberregierungsrates Gottfried Werneburg (1787–1864) und dessen Ehefrau Anna Katharina, geborene Witzlegen (1788–1863).
Werneburg veröffentlichte zu Waldbau, Forstschutz, Ornithologie und zur Geschichte Thüringens. Er war Mitglied in der Königlichen Akademie gemeinnütziger Wissenschaften zu Erfurt und Mitglied des Erfurter Vereins für Geschichte und Altertumskunde.
Er war mit Emilie Rumpel (1816–1877) verheiratet. Der spätere preußische General der Infanterie Conrad von Werneburg (1847–1909) war sein Sohn.

## Veröffentlichungen (Auswahl)
- Die Namen der Ortschaften und Wüstungen Thüringens. 1884.
- Beiträge zur Genealogie und Geschichte des Hauses Schwarzburg. 1877.